# Guatemotzin
Guatemotzín es una ópera en un acto compuesta por Aniceto Ortega de Villar. 

## Argumento

### Acto Único
La acción del único acto narra la presentación de Cuauhtémoc preso frente a Hernán Cortés.

## Estilo

### Libreto
El libreto, fue redactado por el mismo compositor luego que, por razones de salud, declinara su redacción José Tomás de Cuéllar. El libreto se basa en la novela romántica homónima de la escritora cubana Gertrudis Gómez de Avellaneda. La ópera trata el episodio de la Conquista de México referente a la defensa realizada por el último emperador azteca, Cuauhtémoc (también conocido como Guatimotzín). Es una de las primeras óperas mexicanas en utilizar un tema nacional.

### Música
Existen referencias a música nativa. Esto se observa particularmente en una danza tlaxcalteca que cita una canción folclórica llamada “El perico”. También existe un fragmento llamado “Tzotopizahuac” que, según el musicólogo Robert Stevenson, recuerda el tema del tercer movimiento de la séptima sinfonía de Beethoven.

## Datos históricos
La ópera fue escrita como respuesta a una solicitud del tenor Enrico Tamberlick. Ortega escribió al respecto:

Yo esperaba conducirla, respetando siempre la verdad histórica, al través de los incidentes todos que marcaron la captura de Cuautemoc, y llegar al desenlace haciendo marchar al mártir mexicano al terrible é inícuo suplicio que le impusieron los conquistadores.
 Aniceto Ortega, ‘Crónica Musical’, en ‘El Siglo Diez y Nueve’, 25 de septiembre de 1871

Al respecto del anunció del estreno, en los periódicos se publicó la siguiente noticia:
	

Con la mayor satisfacción hemos hablado otras veces de las composiciones líricas de Melesio Morales, del Maestro Miguel Planas y de las de nuestro compañero Antonio de María y Campos. Hoy podemos agregar al nombre de los anteriores el de Aniceto Ortega, puesto que, autor de la ópera original Cuatimotzin, tendrá la satisfacción de verla puesta en escena la noche del beneficio el señor Moderatti.
 Períódico H. Veracruz (septiembre de 1871)

La obra se estrenó en un concierto de beneficencia que incluía otras obras. El programa estuvo compuesto por 1. la sinfonía y tercer acto de la ópera Il cavaliere de Marillac de Enrico Moderatti; 2. la obertura a la ópera Oberón de Carl María von Weber; 3. el primer y segundo acto de la ópera Martha de Friedrich von Flotow; 4. la obertura "La caza" de la ópera "El joven Enrique" de Mehul; 5. Guatimotzín de Aniceto Ortega. Al respecto de la ópera escribió Gerónimo Baqueiro Foster:
	

...a pesar de ciertas modificaciones de última hora, Ortega respetó siempre la verdad histórica lo más estrictamente posible, como se desprende del grandioso episodio de la tortura a que fue sometido el héroe azteca (...) Los distintos episodios del argumento histórico están, pues, realizados en dos estilos diferentes, con la excepción del número VII de la partitura, todos los demás reflejan netamente los procedimientos corrientes de la ópera italiana. Si Aniceto Ortega se hubiera decidido a escribir toda la obra sobre material folclórico, merecería el título de honor de un “Glinka mexicano”. Pero ya la danza tlaxcalteca ofrece por sí sola un alto interés..
 Gerónimo Baqueiro Foster: Historia de la música en México, tomo III. Sep-INBA

La ópera ha sido estudiada por varios musicólogos, como por ejemplo Robert Stevenson, pero no ha sido editada. Desde el siglo XIX no se ha vuelto a representar aunque se le menciona en todas las Historias de la Música de México como una obra central en la evolución operística del país.

### Creación

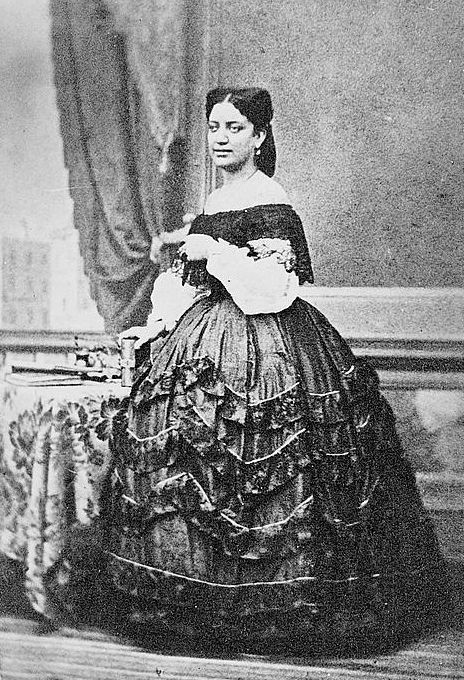
Ángela Peralta

La ópera fue estrenada en el Gran Teatro Nacional con la compañía de ópera de Ángela Peralta actuando en el estreno la misma Ángela Peralta y el tenor Enrico Tamberlick. El papel de Hernán Cortés fue realizado por el bajo francés Louis Nicolas François Gassier que cantó en México en dicha compañía otras óperas y murió en La Habana. La escenografía y el vestuario fueron creados por Riccardo Fontana con base en las ilustraciones del Códice Mendocino.

### Reparto del estreno
| Papel         | Tesitura | Estreno mundial: 13 de septiembre de 1871 Gran Teatro Nacional Dirección: Enrico Moderatti Decoraciones: Riccardo Fontana |
| ------------- | -------- | --- |
| Princesa      | soprano  | Ángela Peralta |
| Guatemotzin   | tenor    | Enrico Tamberlick |
| Hernán Cortés | bajo     | Louis Nicolas François Gassier                                                                                            |

### Recepción
- 13 de septiembre de 1871, Gran Teatro Nacional de la Ciudad de México (estreno absoluto)
- 15 de septiembre de 1871, Teatro Principal de Puebla

## Grabaciones
No existen grabaciones.